# Teatro Garibaldi (Foiano della Chiana)
Il teatro Garibaldi chiamato anche "Teatro dei Coraggiosi" è un teatro situato a Foiano della Chiana. 

## Storia e descrizione
Gioiello di architettura teatrale, fu progettato nel 1766 (pianta a ferro di cavallo con tre ordini di palchi riccamente decorati) dal celebre architetto chiancianese Leonardo De Vegni.
Nel corso dell'Ottocento e del Novecento il teatro fece da palcoscenico a rappresentazioni ed iniziative fungendo da divertissement e struttura di accoglienza per la popolazione che viveva la propria vita tra guerre, battaglie e carestie.
A Foiano della Chiana, paese di Carnevale, nel "Teatro Garibaldi” che fin dal 1826 era riservato a grandi feste che coinvolgevano giovani e meno giovani, tra musiche e danze, furono organizzati i "veglioni". L'apertura del teatro, anche se richiedeva notevoli costi, era sempre garantita perché c'era la coscienza del valore che ricopriva l'avvenimento, il quale, oltre a offrire “lecito divertimento al pubblico è altresì di non lieve utilità al medesimo poiché devia molti oziosi dai luoghi di vizio ed istruisce le masse”.
Nel 1912, in occasione di una visita a Foiano del Maestro Pietro Mascagni si dice che partecipò come direttore d'orchestra ad un concerto tenutosi al Teatro Garibaldi.
Alla fine degli anni 1960 l'amministrazione comunale che ne era proprietaria lo cedette a privati i quali effettuarono alcune modifiche (piano del palcoscenico e buca dell'orchestra). Dopo questa importante trasformazione della struttura venne anche cambiata la sua funzione: quello che era stato luogo di rappresentazioni classiche, trascinato dal vento di cambiamento di quel periodo, diventò una discoteca. Il Teatro Garibaldi cambiò così i propri connotati e iniziò ad attirare un pubblico diverso, un pubblico più giovane. Negli anni 1990 l'attività venne poi passata in gestione a terze persone che per discontinuità con la precedente attività, ma comunque a voler richiamare il tipo di edificio che l'ospitava chiamarono il locale "Teatro Tre Soldi" facendo chiaramente riferimento all'"Opera da tre soldi" di Bertolt Brecht. 
Con il passare degli anni il "Tre Soldi" come comunemente veniva chiamato, non fu immune dal declino incontrato, quale tipo di locale, dalle discoteche fino a far decidere nel 1996 ai gestori di cessare l'attività e far iniziare un periodo di oblio e di sorti incerte dell'edificio. 
Il teatro pur continuando ad essere presente nelle tradizioni e negli appuntamenti annuali dei cittadini di Foiano, andò incontro a un lento e inesorabile declino. Sin dal dopoguerra e fino ai primi anni 2000, benché a periodi alterni, vide genitori e bambini riunirvisi per partecipare alla festa del martedì di carnevale, il cosiddetto "Veglioncino". Infatti proprio il Teatro Garibaldi e successivamente il Teatro Tre Soldi, furono uno tra gli attori principali del giorno più importante del periodo carnevalesco: i bambini che uscivano da scuola si riunivano il pomeriggio, mascherati e truccati di tutto punto, proprio come la festività richiede, presso il teatro.
Riacquisito nuovamente dal comune di Foiano della Chiana nel 2003, l'edificio, bisognoso di interventi di manutenzione straordinaria e messa in sicurezza, ha costretto l'amministrazione comunale a effettuare per prima cosa dei lavori di ripristino e consolidamento della copertura che sono terminati nell'aprile del 2019.